# Shorter
Shorter – miasto w Stanach Zjednoczonych, w stanie Alabama, w hrabstwie Macon. W roku 2023 miasto zamieszkiwało 371 osób, a gęstość zaludnienia wynosiła 82,4 osoby/km².